# چربه
روستای چربه روستای کوچک و کوهستانی از توابع بخش رویدر شهرستان خمیر در استان هرمزگان در جنوب ایران است. این روستا در ۵ کیلومتری مشرق روستای گردسیاه واقع شده‌است.

## گَردَنه کُتَل چربه
در ۹ کیلومتری غرب کشار گَردَنه‌ای است خاکی باشیب ملایم که به نام گَردَنه کُتَل چربه معروف است. این گَردَنه درجاده شوسه روستای چاه گلشنی بعد از عبور از فراز تپه‌ای ناهموار وارد روستای چربه می‌شود.

## جمعیت
دارای ۳۸ نفر (۹ خانوار) جمعیت است که از اهل سنت و از شاخه شافعی هستند یعنی از پیروان امام محمد ادریس شافعی هستند.
دارای مسجد، دبستان، آب‌انبار (برکه) است. پیشهٔ اهالی دامداری است.